# Сетунь (платформа)
Се́тунь (рос. Сетунь) — зупинний пункт/пасажирська платформа Смоленського (Білоруського) напрямку МЗ та маршруту МЦД-1
.
у Москві. 
Має пряме сполучення моторвагонних поїздів з пунктами Савеловського та Курського напрямків.
Найвіддаленіші точки безпересадкового сполучення:
- У західному напрямку: Бородіно, Звенигород
- У східному напрямку:
  - в напрямку від Сетуні: Серпухов, Дубна
  - в напрямку до Сетуні: Серпухов, Дубна

Виходи з платформи — на вулиці Горбунова, Барвихинську, Толбухіна.
Поруч з платформою знаходяться Всеросійський інститут легких сплавів, стадіон, БК «Сетунь», льодовий палац «Крила рад», «дача Толбухіна».
Складається з двох берегових платформ, сполучених підземним переходом. На платформах встановлені турнікети для проходу пасажирів.
Час руху з Москва-Пасажирська-Смоленська — 22 хвилини.

## Пересадка
- Автобус: 45, 178, 180, 198, 794, 840